# Heliodor (regent)
Heliodor (en llatí Heliodoros, en grec antic Ἡλιόδωρος) fou el tresorer de Seleuc IV Filopàtor (187 aC-175 aC) que va assassinar al rei intentant governar com a regent de Demetri el jove (Demetri I Soter) que es trobava com a ostatge a Roma.
Un germà de Demetri, Antíoc IV Epifanes va obtenir l'ajut dels reis Èumenes i Àtal que li va donar un exèrcit amb el qual el 174 aC va expulsar Heliodor i va assolir el poder, segons explica Appià. La història d'un càstig miraculós explicada al Primer llibre dels Macabeus és probablement una llegenda.